# مارجری الینگهام

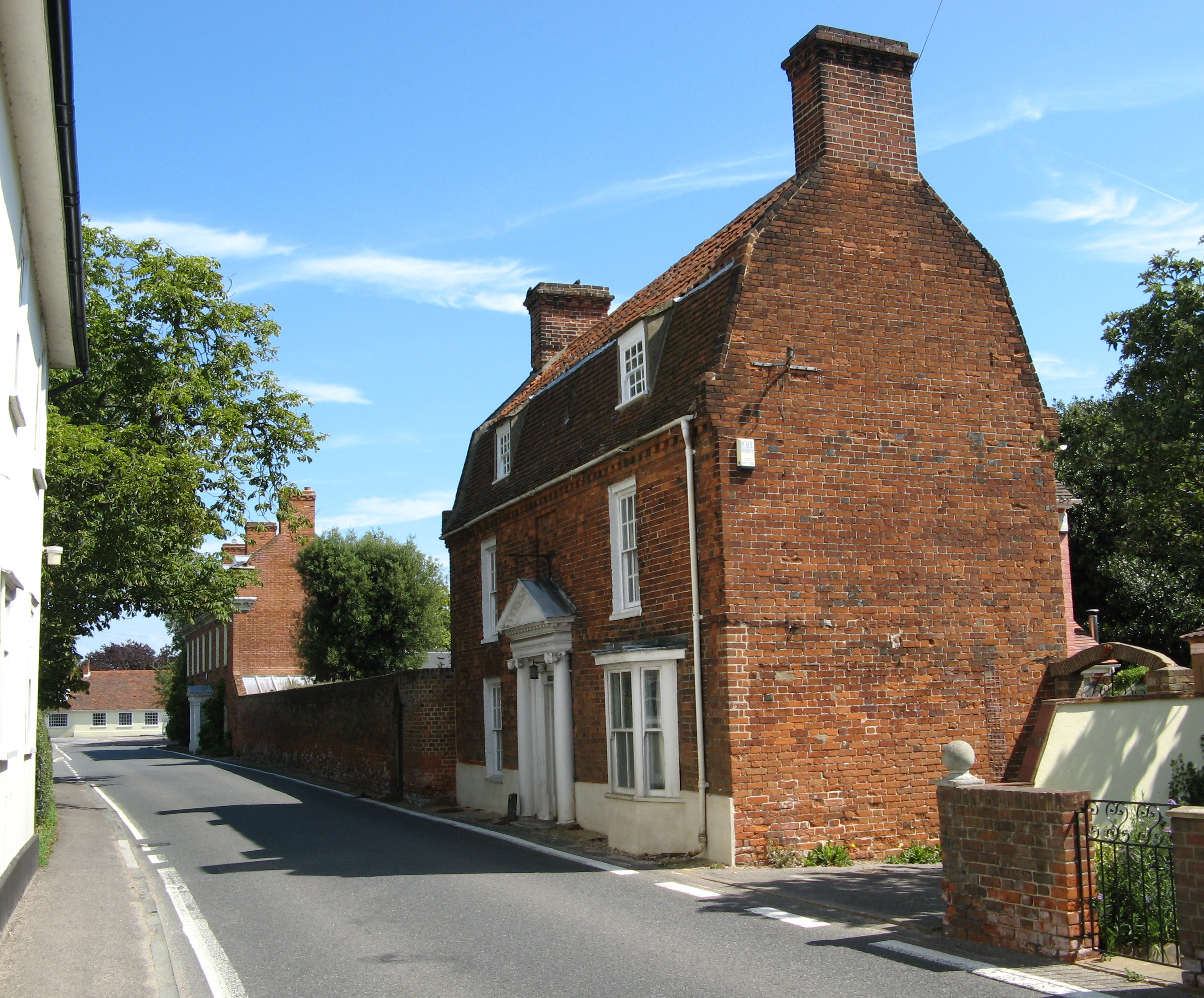
خانه ی مارجری

مارجری الینگهام (انگلیسی: Margery Allingham؛ ۲۰ مهٔ ۱۹۰۴ – ۳۰ ژوئن ۱۹۶۶) یک نویسنده، و رمان‌نویس در اهل بریتانیا بود. وی خالق شخصیت آلبرت کمپیون بود
- «پرونده پیترز» (۱۹۳۷، هشتمین رمان آلینگهام است که شخصیتی به نام کارآگاه آلبرت کمپیون و همکارش در آن حضور دارند. «پرونده پیترز» نخستین داستان جنایی آلینگهام است که کمپیون راوی آن است)[۱]